# Jean de La Fontaine (schrijver)
Jean de La Fontaine (Château-Thierry (Champagne), 8 juli 1621 – Parijs, 13 april 1695) was een classicistische Franse schrijver en dichter, vooral bekend om zijn fabels.

## Biografie
La Fontaine is geboren in Château-Thierry in 1621 in een gezin van de gegoede burgerij. Zijn familie had fortuin gemaakt in de lakenhandel. La Fontaines vader bekleedde de functie van jachtopziener en opperhoutvester (maître des Eaux et des Forêts) voor de plaatselijke graaf. La Fontaine zelf volgde zijn vader in deze functie op, en bekleedde dit ambt tot 1671. In het bos observeerde hij soms de dieren, wat hem later tot zijn bewerkingen van dierenfabels inspireerde. Zijn moeder was weduwe en had een dochter uit haar eerste huwelijk. In 1623 werd nog een jongere broer geboren.
La Fontaine studeerde Latijn in het college van Château-Thierry en trok op 20-jarige leeftijd naar Parijs om priesterstudies aan te vatten. Hij zag hiervan af na een jaar studie en werd klerk. Hij trouwde op 26-jarige leeftijd, op aandringen van zijn familie, met de 14-jarige Marie Héricart. Vijf jaar later kregen ze een zoon, Charles, hun enig kind. Voor de rest verwaarloosde hij zijn huwelijk. In 1646 begon hij om te gaan met een groep jonge dichters. Op zijn 28ste werd hij advocaat bij het Parlement van Parijs. Hij wijdde zich aan het schrijven en kende financieel hoogtes en laagtes. Hij ontving een tijdlang een stipendium van Nicolas Fouquet, surintendant van Financiën, in ruil voor het schrijven van een reeks gedichten. Toen Fouquet in 1661 in ongenade viel bij de koning, bleef La Fontaine zijn broodheer verdedigen maar kwam in financiële moeilijkheden. Hij trad in dienst van de hertogin van Bouillon en daarna van de hertogin van Orléans. Zo maakte hij kennis met de schrijvers Racine, Boileau en Molière. In die periode werd hij in de adelstand verheven. Hij had toen al een aantal werken op zijn naam staan. Na zijn mislukte huwelijk is hij naar Parijs verhuisd. Daar kwam hij, o.a. in de literaire salon van Nicolas Fouquet,  in aanraking met kunstenaars, onder wie vrouwen van de kring der Préciosité. Na de dood van de hertogin van Orléans in 1672 woonde hij twintig jaar lang in bij madame de La Sablière, die in zijn levensonderhoud voorzag. Zij leefde gescheiden van haar man en hield een literaire salon. Na haar dood leefde La Fontaine tot zijn dood bij het echtpaar d'Hervart.
La Fontaine werd in 1683 gekozen tot lid van de Académie française, als opvolger van Colbert. Koning Lodewijk XIV, die zelf Nicolas Boileau verkoos, hield een tijdlang zijn toetreding tegen wegens zijn immorele geschriften.
La Fontaine was de laatste jaren van zijn leven ziek; hij leed mogelijk aan tuberculose. Hij verzoende zich toen met de kerk en deed afstand van zijn antiklerikale en vrijpostige geschriften. Hij overleed op 74-jarige leeftijd in Parijs, waar hij werd begraven op de Cimetière des Innocents. De begraafplaats is in 1786 gesloten. Het lag in het eerste arrondissement, waar nu de Place des Innocents is. Tegenwoordig staat zijn grafsteen op de begraafplaats Père Lachaise.

## Werk
Jean de La Fontaine werd bekend door zijn fabels, waarvan hij een eerste bundel publiceerde in 1668. Daarnaast schreef hij verschillende andere werken. Hij debuteerde in 1654 met L'eunuque, een komisch toneelstuk in vijf akten. Sommige van zijn werken werden antiklerikaal bevonden en veroorzaakten een polemiek.
La Fontaine was een classicist. Voor zijn fabels haalde hij zijn inspiratie uit de klassieke oudheid, zoals Aesopus en Phaedrus, en uit de Indiase literatuur: de Pañcatantra.
Een van zijn bekendste fabels is La cigale et la fourmi (De krekel en de mier), waarin een kunstzinnige krekel de hele zomer een werkende mier vermaakt met zijn gezang, waarna de mier te beroerd is om de zanger hiervoor te belonen. Hoewel La Fontaine met dit verhaal op een ironische manier de geringe waardering voor kunstenaars wilde aanklagen, werd het verhaal in later tijden meestal gebruikt als illustratie van het idee "wie niet werkt, zal ook niet eten".
Een andere beroemde fabel is Le corbeau et le renard (De raaf en de vos), waarin een vos met mooie praatjes en vleierij een kaas weet te stelen van een raaf. De moraal van deze fabel is "dat vleiers leven ten koste van degenen die luisteren".
Vele van De la Fontaines fabels kunnen voor diegenen, die de toenmalige politieke verwikkelingen kennen, nog steeds elementen bevatten, waaruit men kan concluderen, dat de fabels niet vrij zijn van latente politieke satire of maatschappijkritiek.
- L'Eunuque, 1654
- Adonis, gepubliceerd in 1669
- Les Rieurs du Beau-Richard, 1659
- Élégie aux nymphes de Vaux, 1660
- Ode au roi, 1663
- Contes, 1665, 1666, 1671, 1674
- Fables, 1668 (opgedragen aan de kroonprins van Frankrijk, Lodewijk van Frankrijk (1661-1711)), 1678, 1693
- Les Amours de Psyché et de Cupidon, 1669
- Recueil de poésies chrétiennes et diverses, 1671
- Poème de la captivité de saint Malc, 1673
- Daphné, 1674
- Poème du Quinquina, 1682
- Ouvrages de prose et de poésie, 1685
- Astrée, 1691